# Génie cellulaire
Le génie cellulaire ou ingénierie cellulaire (en anglais, cell engineering) est la discipline appliquée qui se consacre à la modification de séquences génétiques dans les cellules vivantes.